# Jagdgeschwader 117
La Jagdgeschwader 117 (JG 117) (117e escadron de chasseurs) est une unité de chasseurs de la Luftwaffe pendant la Seconde Guerre mondiale.
Active en 1944, l'unité était destinée à la formation des pilotes de chasse.

## Opérations
La JG 117 opère sur différents avions au cours de son activité :
- Arado Ar 96
- Messerschmitt Bf 109

## Organisation

### I. Gruppe
Formé le 22 août 1944 à Brieg à partir du I./NAG 102 avec :
- Stab I./JG 117 à partir du Stab I./NAG 102
- 1./JG 117 nouvellement créé
- 2./JG 117 à partir du 1./NAG 102
- 3./JG 117 à partir du 2./NAG 102
- 4./JG 117 nouvellement créé
- 5./JG 117 nouvellement créé

Le 15 octobre 1944, le I./JG 117 est renommé II./JG 105 avec :
- Stab I./JG 117 devient Stab II./JG 105
- 1./JG 117 devient 4./JG 105
- 2./JG 117 devient 5./JG 105
- 3./JG 117 devient 6./JG 105
- 4./JG 117 devient 4./JG 102
- 5./JG 117 devient 7./JG 102

Gruppenkommandeure (Commandant de groupe) :
| Début        | Fin             | Grade | Nom          |
| ------------ | --------------- | ----- | ------------ |
| 22 août 1944 | 15 octobre 1944 | Major | Kuno Ebeling |